# برايان لوبيز
برايان لوبيز (بالإنجليزية: Brian Lopes)‏ مواليد 6 سبتمبر 1971 في ميسيون فيجو، الولايات المتحدة، هو دراج أمريكي.

## روابط خارجية
- برايان لوبيز على موقع أرشيف الدراجات (الإنجليزية)
- برايان لوبيز على موقع CycleBase (الإنجليزية)